# Hermann Böhm
Hermann Böhm (24 de Dezembro de 1910) foi um comandante de U-Boot que serviu na Kriegsmarine durante a Segunda Guerra Mundial.

## Carreira militar
Hermann Böhm iniciou a sua carreira militar no ano de 1937, assumindo o comando do U-2341 no dia 21 de outubro de 1944. Permaneceu no comando do U-Boot até o dia 5 de maio de 1945, quando se rendeu para as forças aliadas. Não realizou nenhuma patrulha de guerra durante o conflito.

### Patentes
| Oberleutnant zur See | 1 de setembro de 1943 |

### Condecorações
| Distintivo Caça minas   | 28 de novembro de 1940 |
| Cruz de Ferro 2ª Classe | 5 de dezembro de 1941  |
| Cruz de Ferro 1ª Classe | 24 de abril de 1942    |